# Guido Torelli
Guido Torelli (Mantova, 1379 – Milano, 8 luglio 1449) è stato un nobile, condottiero e capitano di ventura italiano, marchese di Casei Gerola, conte di Guastalla e Montechiarugolo, e signore di Basilicagoiano, Cornale, Mariano Comense, Martorano, Settimo Torinese, Tortiano e Zeccone.

## Biografia
Guido Torelli, figlio di Marsiglio (1350-1411) e di Elena d'Arco († 1419), figlia di Niccolò, fu il capostipite della famiglia nobile dei Torelli, che regnarono su Guastalla e Montechiarugolo fino al XVII secolo. Egli apparteneva ad una famiglia di salde tradizioni militari, che si era distinta a Mantova al servizio della famiglia Gonzaga, presso la quale Guido stesso aveva prestato le armi.
Dopo i disordini per la morte di Gian Galeazzo Visconti, duca di Milano, molti ducati dell'area del parmense si rivoltarono al dominio centrale, ma Guido, dimostrando ampie abilità diplomatiche e prefigurando giustamente le sorti di questa crisi, scelse di allearsi con i Visconti. Questa si dimostrò una scelta felice in quanto, una volta vittoriosi questi, nella persona di Giovanni Maria Visconti, il 3 ottobre 1406, ricompensarono Guido Torelli con l'investitura dei feudi di Montechiarugolo e Guastalla.
Tutto questo onore era anche dovuto all'evidente partecipazione di Guido a numerose battaglie ingaggiate in quegli anni dai Visconti, compresa la liberazione di Napoli dagli Aragonesi del 12 aprile 1424.
Il 6 luglio 1428 Filippo Maria Visconti decise di premiare ulteriormente Guido Torelli, elevando a contea i due feudi già acquisiti in forma di signoria, ottenendo successivamente anche altri territori exclave, quali Casei Gerola, Cornale, Settimo e Villareggio, anche se Guido prese dimora stabile a Milano. In quell'anno la figlia Antonia si unì in matrimonio con Pier Maria II de' Rossi, conte di San Secondo.
Guido Torelli morì nel 1449, prescrivendo che fossero nominati suoi successori tutti e due i figli Cristoforo I e Pietro Guido I. Fu sepolto a Mantova nella chiesa di San Francesco.

## Discendenza
Guido si sposò con Orsina Visconti, da cui ebbe una figlia e tre figli:
- Antonia (1406-1468)[2];
- Cristoforo I († 1460)[2];
- Pietro Guido I († 1460)[2];
- Pietro († 1416)[2].

## Ascendenza
|                         |                |                            | Genitori                |  |  | Nonni |  |  | Bisnonni        |  |  | Trisnonni                  |  |
|                         |                |                            |                         |  |  |       |  |  | Torello Torelli |  |  | Alberto "Botacino" Torelli |  |
|                         |                |                            |                         |  |  |       |  |  | Torello Torelli |  |  | Alberto "Botacino" Torelli |  |
|                         |                | Beatrice Malaspina         |                         |  |  |       |  |  | Torello Torelli |  |  |                            |  |
| Guido I Torelli         |                |                            |                         |  |  |       |  |  | Torello Torelli |  |  |                            |  |
|                         |                | Isabella del Carretto      | Alberto del Carretto    |  |  |       |  |  |                 |  |  |                            |  |
|                         |                | Isabella del Carretto      | Alberto del Carretto    |  |  |       |  |  |                 |  |  |                            |  |
|                         |                | Isabella del Carretto      | Tiburgia Fieschi        |  |  |       |  |  |                 |  |  |                            |  |
| Marsiglio Torelli       |                | Isabella del Carretto      |                         |  |  |       |  |  |                 |  |  |                            |  |
|                         |                | Filippino Gonzaga          | Luigi I Gonzaga         |  |  |       |  |  |                 |  |  |                            |  |
|                         |                | Filippino Gonzaga          | Luigi I Gonzaga         |  |  |       |  |  |                 |  |  |                            |  |
|                         |                | Filippino Gonzaga          | Richilda Ramberti       |  |  |       |  |  |                 |  |  |                            |  |
| Eleonora Gonzaga        |                | Filippino Gonzaga          |                         |  |  |       |  |  |                 |  |  |                            |  |
|                         |                | ?                          | ?                       |  |  |       |  |  |                 |  |  |                            |  |
|                         |                | ?                          | ?                       |  |  |       |  |  |                 |  |  |                            |  |
|                         |                | ?                          | ?                       |  |  |       |  |  |                 |  |  |                            |  |
| Guido Torelli           |                | ?                          |                         |  |  |       |  |  |                 |  |  |                            |  |
|                         | Odorico d'Arco | Enrico d'Arco              |                         |  |  |       |  |  |                 |  |  |                            |  |
|                         | Odorico d'Arco | Enrico d'Arco              |                         |  |  |       |  |  |                 |  |  |                            |  |
|                         | Odorico d'Arco | N. von Hansberg            |                         |  |  |       |  |  |                 |  |  |                            |  |
| Niccolò d'Arco          | Odorico d'Arco |                            |                         |  |  |       |  |  |                 |  |  |                            |  |
|                         |                | Binia di Lavellolungo      | ?                       |  |  |       |  |  |                 |  |  |                            |  |
|                         |                | Binia di Lavellolungo      | ?                       |  |  |       |  |  |                 |  |  |                            |  |
|                         |                | Binia di Lavellolungo      | ?                       |  |  |       |  |  |                 |  |  |                            |  |
| Elena d'Arco            |                | Binia di Lavellolungo      |                         |  |  |       |  |  |                 |  |  |                            |  |
|                         |                | Aldrighetto di Castelbarco | Federico di Castelbarco |  |  |       |  |  |                 |  |  |                            |  |
|                         |                | Aldrighetto di Castelbarco | Federico di Castelbarco |  |  |       |  |  |                 |  |  |                            |  |
|                         |                | Aldrighetto di Castelbarco | Beatrice di Castelcorno |  |  |       |  |  |                 |  |  |                            |  |
| Beatrice di Castelbarco |                | Aldrighetto di Castelbarco |                         |  |  |       |  |  |                 |  |  |                            |  |
|                         |                | Elsbet von Eschenloch      | Heinrich von Eschenloch |  |  |       |  |  |                 |  |  |                            |  |
|                         |                | Elsbet von Eschenloch      | Heinrich von Eschenloch |  |  |       |  |  |                 |  |  |                            |  |
|                         |                | Elsbet von Eschenloch      | Anna von Reichenberg    |  |  |       |  |  |                 |  |  |                            |  |
|                         |                | Elsbet von Eschenloch      |                         |  |  |       |  |  |                 |  |  |                            |  |